# Amalia Freud

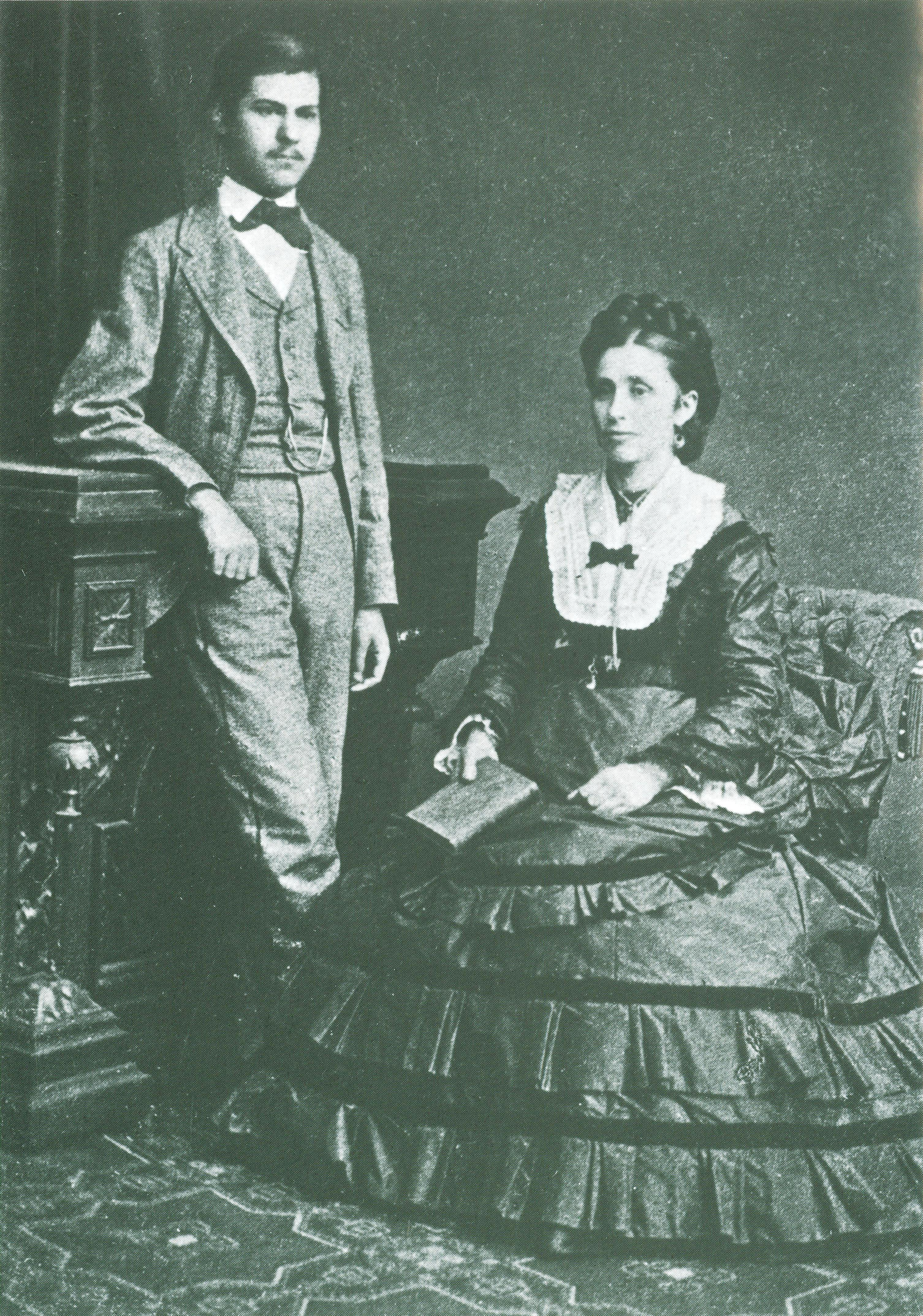
Amalia Freud mit ihrem Sohn Sigmund, 1872

Amalia Malka Nathansohn Freud (geb. Nathansohn am 18. August 1835 in Brody im damals österreichischen Galizien, gestorben am 12. September 1930 in Wien) war die Mutter Sigmund Freuds und die dritte Ehefrau seines Vaters Jacob Freud.

## Leben
Amalia Nathansohn kam in Brody in Galizien, damals Kaisertum Österreich, später Ukraine, als Tochter des Kaufmanns Jacob Nathanson und Sara Nathanson (geb. Wilenz) zur Welt. Als viertes von sechs Kindern wuchs sie einige Jahre in der damals neurussländischen Hafenstadt Odessa auf. Später zog die Familie mit ihr und ihren beiden jüngeren Geschwistern nach Wien. 1855 heiratete sie Jacob Freud (1815–1896), der aus erster Ehe zwei erwachsene Söhne hatte. Ein Jahr später brachte sie im Alter von 21 Jahren ihr erstes Kind Sigismund Schlomo (Sigmund) zur Welt. Insgesamt gebar sie acht Kinder.
Amalia Freud wird als eine wenig fromme Jüdin beschrieben. Sie hielt die jüdischen Feiertage nicht ein, feierte aber Weihnachten und Neujahr mit der Familie. Ihr ältester Sohn Sigmund berichtete, er sei „ohne Religion erzogen worden“.
Amalia Freud wird auch als gut aussehende und „autoritäre Person“ geschildert. Außerdem wird sie als lebhaft, gefühlsbetont und ungeduldig beschrieben. Sie starb im September 1930 im Alter von 95 Jahren an den Folgen eines Beinleidens, eines Gangräns.

### Kinder

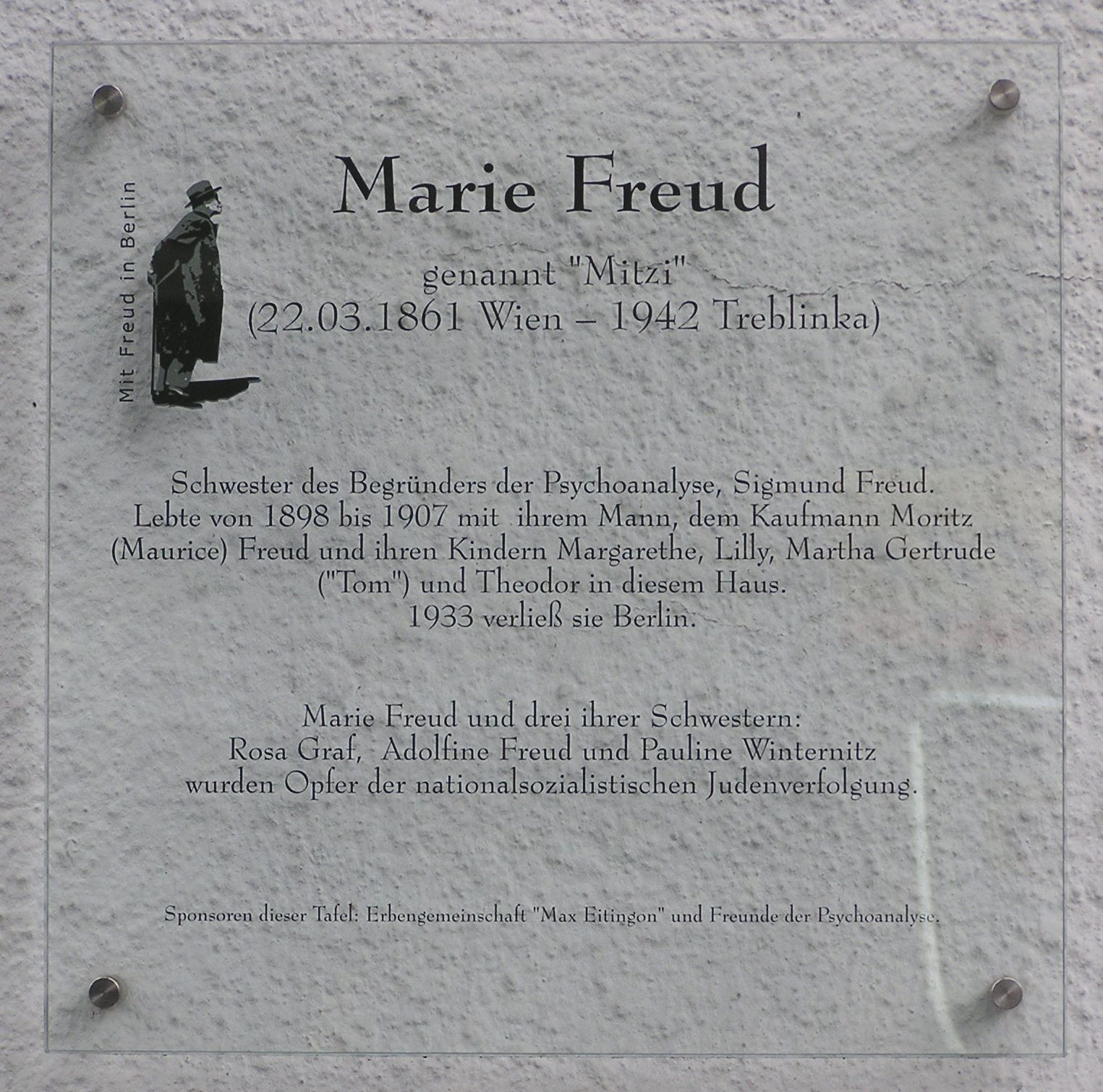
Gedenktafel für die Tochter Marie in Berlin-Schöneberg (»Mit Freud in Berlin«), enthüllt 2005

1. Sigismund Schlomo (Sigmund) (6. Mai 1856 bis 23. September 1939).
2. Julius wurde im April 1857 geboren und starb bereits im Dezember desselben Jahres.[9]
3. Anna wurde am 31. Dezember 1858 geboren. Sie starb am 11. März 1955.
4. Regine Debora (Rosa), die am 21. März 1860 geboren wurde, wurde am 23. September 1942 nach Treblinka deportiert.
5. Marie (Mitzi) wurde am 22. März 1861 geboren, heiratete den Kaufmann Moritz Freud (einen Cousin), hatte mit ihm vier Kinder und lebte bis 1933 in Berlin. Am 23. September 1942 wurde die Familie nach Treblinka deportiert, und Marie starb dort noch im selben Jahr.
6. Esther Adolfine (Dolfi) wurde am 23. Juli 1862 geboren und starb am 5. Februar 1943 in Theresienstadt.
7. Pauline Regina (Pauli) wurde am 3. Mai 1864 geboren und wurde ebenfalls am 23. September 1942 nach Treblinka deportiert.
8. Alexander Gotthold Efraim wurde am 19. April 1866 geboren und starb am 23. April 1943.[10]

### Beziehung zu Sigmund Freud
Sigmund Freud führte seinen beruflichen Erfolg unter anderem auf die Liebe seiner Mutter zurück: „Wenn man der unbestrittene Liebling der Mutter gewesen ist, so behält man fürs Leben jene Zuversicht des Erfolgs, welche nicht selten wirklich den Erfolg nach sich zieht.“ Sein Frauenbild ist von ihr geprägt worden. Er soll gesagt haben: „Vor allem sucht der Mann nach dem Erinnerungsbild seiner Mutter, wie es ihm seit den Anfängen seiner Kindheit beherrscht.“
Durch ihren Ehrgeiz spornte sie ihren Sohn Sigmund an. Sigmund Freud besuchte seine Mutter regelmäßig jeden Sonntagvormittag und traf sich mit den übrigen Mitgliedern der Familie. Er fühlte sich durch die Familientreffen belastet, was Magenschmerzen und Unwohlsein bei ihm hervorrief.
Er fühlte sich seiner Mutter gegenüber verpflichtet, gegen seine Gaumenkrebs-Erkrankung anzukämpfen und nicht aufzugeben. Nach ihrem Tod zeigte er sich in diesem Sinne erleichtert und beschrieb „... ein Gefühl der Befreiung, der Losgesprochenheit, das ich auch zu verstehen glaube. Ich durfte ja nicht sterben, solange sie am Leben war, und jetzt darf ich.“

## Nachleben
In der britischen Fernsehserie Freud aus dem Jahr 1984 wurde sie von der Schauspielerin Eliza Hunt verkörpert. Im österreichischen, biografischen Fernsehfilm Der junge Freud wurde sie von Brigitte Swoboda gespielt.

## Weiterführende Literatur
- Deborah P. Margollis: Freud and his mother: preoedipal aspects of Freud’s personality. Aronson, Northvale, NJ/London, ISBN 1-568-21448-0.
- Freud, Amalia, in: Élisabeth Roudinesco; Michel Plon: Wörterbuch der Psychoanalyse : Namen, Länder, Werke, Begriffe. Übersetzung aus dem Französischen. Wien : Springer, 2004, ISBN 3-211-83748-5, S. 274–277.